# Leonard Montefiore
Leonard Nathaniel Goldsmid Montefiore (* 2. Juni 1889 in Marylebone, London; † 23. Dezember 1961 ebenda) war ein englischer Philanthrop und Jude. Er holte nach der deutschen Kapitulation 732 jüdische Kinder als Displaced Persons nach Großbritannien und ließ ihnen Unterkunft, psychologische Unterstützung und Ausbildung zukommen.
Sein Vater Claude Montefiore war Begründer des britischen Reformjudentums.

## Leben
Montefiore wurde am 2. Juni 1889 am Portman Square in London geboren. Er wurde zunächst privat unterrichtet, dann besuchte er das Clifton College in Bristol und anschließend bis 1911 das Balliol College in Oxford. Im Ersten Weltkrieg diente er in Indien, 1918/19 in Sibirien. In dieser Zeit wurde er zum Captain befördert. 1918 wurde ihm der britische Order of the British Empire verliehen. 1924 heiratete er Muriel Jeanetta, Tochter von Adolph Tuck, dem Vorsitzenden von Raphael Tuck & Sons. Sie bekamen zwei Kinder.
1939 half Montefiore bei der Gründung der Wiener Library in London und wurde zwischenzeitlich deren Präsident.
Montefiore starb am 23. Dezember 1961 an einer Koronarthrombose im The London Clinic in Marylebone.

## Wirken
Mit Beginn der Judenverfolgung in Europa beteiligte sich Montefiore an der Gründung des Central British Fund for German Jewry, welcher zahlreichen Juden bei der Flucht aus Deutschland half und auch an der Finanzierung des Durchgangslagers Kitchener Camp beteiligt war.
Durch den Holocaust in Europa hatten viele jüdische Kinder ihre Eltern verloren. Nach der deutschen Kapitulation und der Befreiung der Überlebenden aus Lagern und Ghettos hatten diese Kinder weder Angehörige noch Obdach und galten als displaced persons. Montefiore und das von ihm gegründete Committee for the Care of Children from Concentration Camps drängten die britische Regierung, diese Kinder aus humanitären Gründen nach England einzufliegen. Ziel war es, den Kindern neben Unterkunft auch Unterricht und psychologische Hilfe zu geben. 
Seit 1933 war Juden in Deutschland Bildung aufgrund des Gesetzes gegen die Überfüllung deutscher Schulen und Hochschulen nur eingeschränkt gewährt worden; in Polen hatten die deutschen Besatzer die Schulbildung auf ein niedriges Niveau reduziert. Daher hatten die meisten der Kinder noch nie eine Schule besucht. Nach Unterstützung durch den Central British Fund for German Jewry genehmigte die britische Regierung die Aufnahme von 1.000 Kindern im Alter von 8 bis 15 Jahren, sofern sie truppenärztlich als transportfähig eingestuft wurden. Montefiore musste zusichern, dass er die Kinder versorgte und sammelte dafür Spenden. Letztendlich konnten 732 Kinder aufgenommen werden. 300 von ihnen wurden seit dem 14. August 1945 von der Royal Air Force eingeflogen. Sie kamen auf dem Gelände des ehemaligen Flugzeugwerks Short Sunderland unter, welches in der Nähe des Sees Windermere in Cumbria liegt. Ihre Geschichte wurde im Jahr 2020 unter dem Namen Die Kinder von Windermere in einer Koproduktion von ZDF und BBC verfilmt. Zusätzlich erfolgte eine filmische Dokumentation Die Kinder von Windermere – Die Dokumentation , in der Betroffene, darunter Arek Hershlikovicz, Ben Helfgott, Bela Rosenthal und Sam Laskier auftraten. Die Dokumentation wurde in Deutschland erstmals 2020 anlässlich des 75. Jahrestages der Befreiung des KZ Auschwitz ausgestrahlt.